# 緑の天使
| 専門評論家によるレビュー | 専門評論家によるレビュー |
| レビュー・スコア         | レビュー・スコア         |
| 出典                     | 評価                     |
| ------------------------ | ------------------------ |
| オールミュージック       | [ 1 ]                    |
| Christgau's Record Guide | C+                       |
| ガーディアン             | [ 3 ]                    |

『緑の天使』（みどりのてんし、Piece of the Sky）は、アメリカ合衆国のカントリーミュージックアーティストエミルー・ハリスがリプライズ・レコードから1975年2月にリリースした2枚目のスタジオアルバム。
5年前にどっちつかずなフォークスタイルの『グライディング・バード』リリースしていたが、『緑の天使』がハリスのキャリアをスタートさせたアルバムであり、彼女のデビュー作と広くとらえられている。ハリスが5年の間にグラム・パーソンズと音楽的関係を築ことにより彼女の音楽的方向を変えることとなった。このアルバムにはハリスのビルボードカントリーチャートでの最初の＃4ヒット、「あなたの愛を得られたら」と、比較的順位が低かった＃73の「トゥー・ファー・ゴーン」（オリジナルはタミー・ワイネットの1967年のヒット）が含まれている。アルバム全体の曲の選択はさまざまであり、ハリスの音楽の好みがいかに多様であるかを早期に示すことになった。彼女自身が前年に亡くなったグラム・パーソンズのために書いた「ボールダー・トゥ・バーミンガム」に加えて、マール・ハガードの古典的な「ボトル・レット・ミー・ダウン」、ビートルズの「フォー・ノー・ワン」、ドリー・パートンの「コート・オブ・メニー・カラー」などが含まれている（パートンは1976年のアルバム All I Can Do で「ボールダー・トゥ・バーミンガム」を採用した）。シェル・シルヴァスタインの「銀貨の女王」ではハリスの長年の友人であり、声の協力者であるリンダ・ロンシュタットがハーモニーを歌っている。
『緑の天使』は『ビルボード』誌のカントリーアルバムチャートで第7位まで上昇した。
『緑の天使』は、ロバート・ダイメリーの『死ぬ前に聴くべき1001枚のアルバム』に含まれている。

## トラックリスト
| #   | タイトル                                                   | 作詞・作曲                                 | 時間 |
| --- | ---------------------------------------------------------- | ------------------------------------------ | ---- |
| 1.  | 「ブルーバード・ワイン (Bluebird Wine)」                   | ロドニー・クロウエル                       | 3:18 |
| 2.  | 「トゥー・ファー・ゴーン (Too Far Gone)」                  | ビリー・シェリル                           | 4:05 |
| 3.  | 「あなたの愛を得られたら (If I Could Only Win Your Love)」 | チャーリー・ルーヴィン、アイラ・ルーヴィン | 2:36 |
| 4.  | 「ボールダー・トゥ・バーミンガム (Boulder to Birmingham)」 | エミルー・ハリス、ビル・ダノフ             | 3:33 |
| 5.  | 「信じるまえに (Before Believing)」                        | ダニー・フラワーズ                         | 4:44 |
| 6.  | 「ボトル・レット・ミー・ダウン (The Bottle Let Me Down)」  | マール・ハガード                           | 3:16 |
| 7.  | 「スリープレス・ナイト (Sleepless Nights)」                | フェリス＆ブードロー・ブライアント         | 3:25 |
| 8.  | 「コート・オブ・メニー・カラー (Coat of Many Colors)」     | ドリー・パートン                           | 3:42 |
| 9.  | 「フォー・ノー・ワン (For No One)」                        | ジョン・レノン、ポール・マッカートニー     | 3:40 |
| 10. | 「銀貨の女王 (Queen of the Silver Dollar)」                | シェル・シルヴァスタイン                   | 5:14 |

## ボーナストラック
2004年のCD再発行時に未発表の2曲がボーナストラックとして追加された。
1. 「Hank and Lefty」（ダラス・フレイジャー、ドゥードゥル・オーエンズ）– 2:50
2. 「California Cottonfields」（ダラス・フレイジャー、アール・モンゴメリー）– 2:47

## パーソネル
- エミルー・ハリス – ヴォーカル、アコースティックギター
- ブライアン・エイハーン – アコースティックギター、ギター、ベース
- ブルース・アーチャー – アコースティックギター
- デューク・バードウェル – ベース
- バイロン・ベルリン – フィドル、マンドリン
- ジェイムズ・バートン – エレキギター、ガットギター、ドブロ
- マーク・カフ – ドラム
- リック・クーニャ – アコースティックギター、ギター
- ニック・デカーロ – 弦楽編曲
- エイモス・ギャレット – エレキギター
- リチャード・グリーン – フィドル
- トム・ギデラ – ベース
- グレン・ハーディン – ピアノ、エレキピアノ、弦楽編曲
- ベン・キース – ペダルスティール
- バーニー・レドン – アコースティックギター、ベース、バンジョー、ドブロ、バックヴォーカル
- ビル・パイン – ピアノ
- ハーブ・ペダーセン – アコースティックギター、12弦ギター、バンジョー、バックヴォーカル
- ダニー・ペンドルトン – ペダル・スティール
- レイ・ポールマン – ベース
- リンダ・ロンシュタット – バック・ヴォーカル
- リッキー・スキャッグス – フィドル、ヴィオラ
- フェイソー・スターリング – バックヴォーカル
- ロン・トュート – ドラム
- ブライアン・エイハーン – プロデューサー、エンジニア
- クリス・スキーネ – エンジニア
- ポール・スキーネ – エンジニア
- フラン・テイト – エンジニア
- スチュアート・テイラー – エンジニア
- リサ・フィリップス – ジャケットの天使の絵